# Stuart Tinney
Stuart Brian Tinney OAM (Mundubbera, 7 de dezembro de 1964) é um ginete de elite australiano, campeão olímpico do CCE.

## Carreira
Stuart Tinney representou seu país nos Jogos Olímpicos de 2000 e 2004, na qual conquistou no CCE por equipes a medalha de ouro, em 2000. 

### Rio 2016
Stuart Tinney na Rio 2016 competiu no CCE por equipes, conquistando a medalha de bronze montando Pluto Mio, ao lado de Shane Rose,  Sam Griffiths e Chris Burton. 